# 바실리 알렉세예프
바실리 이바노비치 알렉세예프(러시아어: Василий Иванович Алексеев, 1942년 1월 7일 ~ 2011년 11월 25일)는 전 소비에트 연방의 역도 선수이다. 80개의 세계 기록과 81개의 국내 기록을 세운 그는 1972년과 1976년 하계 올림픽에서 110kg급 2연승을 하였다.

## 생애
랴잔주 포크로보시슈니코 마을에서 태어난 알렉세예프는 18세 때 역도 연습을 시작하였다.
1970년 1월 자신의 첫 세계 기록을 세우고 그해부터 1977년 사이에 세계 선수권과 유럽 선수권에서 단 한번도 패한 적이 없는 그는 3개의 이벤트에서 600kg이 넘는 첫 선수였다.
뮌헨과 몬트리올 올림픽 2연패 후, 1980년 하계 올림픽에서 3연패를 향하였지만 그 경기에서 그의 상연은 실망적이었다. 붙잡을 때 자신의 역기를 너무 높이 고정시켜 들 수가 없게 되자 결과로 0kg 득점이 되고 말았다. 그 후에 정식으로 은퇴하였다.
1987년 인민의 대리 의회를 위한 랴잔 주 대표로 뽑혔다. 1990년부터 1992년 사이에 코치로 일하였으며, 바르셀로나 올림픽에서 그의 지도 아래 독립 국가 연합 팀이 역도에서 5개의 금메달을 포함하여 10개의 메달을 획득하였다.

## 수상과 명예
1999년 그리스에서 알렉세예프는 20세기의 최조 스포츠맨으로 인정되었다. 레닌 훈장(1972), 인민의 우호 훈장, 명예의 배지 훈장(1970), 노동의 붉은 깃발 훈장(1972)이 수여되었다. 1993년에는 국제 역도 연맹 명예의 전당에 헌액되었다.
1975년 4월 14일 스포츠 일러스트레이티드의 표지에 "세계에서 가장 힘센 남자" 타이틀 아래 나오기도 하였다.

## 사망
2011년 11월 25일 심한 심장 문제를 겪어오면서 65세의 나이로 독일에서 사망하였다. 러시아 역도 연맹은 그의 사망을 보고하면서 그에게 "소비에트 스포츠의 전설"과 "세계에서 가장 힘센 사람들 중의 하나"로 불렀다.